# 연예동력대상
연예동력대상(演藝動力大獎)은 홍콩의 밍보 주간이 주최하는 시상식 행사로 지난 1년간 음악과 영화, 텔레비전의 우수작품을 선발한다.
텔레비전 부문의 "가장 유명한 남우", "텔레비전 여우" 및 "내가 가장 지지하는 연예동력대상'의 상과 영화 부문의 '가장 두드러진 남우', '가장 두드러진 영화배우', 그리고 '내가 가장 지지하는 연예동력대상'이 존재한다.
2000년부터 처음 시작한 이래 19년간 지속되어 왔으나, 2020년 연예동력대상이 예정되어 있다.